# Nerja
Nerja egy község Spanyolországban, Málaga tartományban. Nerja Cómpeta, Torrox, Frigiliana, Otívar és Almuñécar községekkel határos. Lakosainak száma 22 187 fő (2024).

## Nevezetességek
Területén található a Nerjai-barlang, amelyben ősi sziklarajzokat találtak.

## Népesség
A település népessége az elmúlt években az alábbi módon változott:
| Lakosok száma | 16 464 | 18 509 | 20 796 | 21 811 | 22 617 | 20 649 | 21 047 | 21 091 | 21 450 | 22 187 |
|               | 2001   | 2004   | 2007   | 2009   | 2012   | 2014   | 2017   | 2019   | 2022   | 2024   |